# Bury My Heart at Wounded Knee
Bury My Heart at Wounded Knee (bra: Enterrem Meu Coração na Curva do Rio; prt: O Meu Coração Jaz em Wounded Knee) é um telefilme estadunidense de 2007 produzido pela HBO, do gênero drama histórico, dirigido por Yves Simoneau.
O título do filme (e do livro) foi retirado de um verso de Stephen Vincent Benet, do poema American Names.

## Sinopse
No início do filme é apresentada a história de um jovem Sioux, Ohiyesa, que escapa da morte enquanto um amigo é morto por batedores do General Custer. E a sua luta na batalha de Little Big Horn, quando ganhou uma pena de águia, da qual tinha orgulho. Com a chegada de seu pai Dakota, que havia se convertido ao Cristianismo, Ohiysea é obrigado a deixar a tribo e se torna Charles Eastman, um promissor estudante e médico formado. Usado como exemplo de adaptação de um índio ao modo de viver dos brancos, Eastman acaba conhecendo o Senador Dawes, que pede sua ajuda para aprovar uma lei que distribuirá as terras indígenas (Lei Dawes). Também se casa com uma ativista branca da causa indígena.
Nesse ínterim, o cacique Touro Sentado, que tinha se recusado a se render e se exilado junto com seu povo e outras tribos no Canadá, onde contavam com a proteção da Rainha Vitória (sob certas condições), acaba retornando e aceita ir para uma reserva. Eastman recebe notícias das péssimas condições de vida de seus compatriotas nas reservas, e resolve se mudar para uma delas, Pine Redge, onde começa a trabalhar como médico. Nessa reserva, além de Touro Sentado, também se encontra o antigo chefe Nuvem Vermelha.
Touro Sentado irrita os brancos responsáveis pela reserva, pois não se submete às regras impostas aos demais índios. Ele ganha dinheiro com sua fama, saindo da reserva para excursionar com o show de Buffalo Bill. Também vende fotos e souvenirs aos turistas. Essa atitude também exacerba os rancores de antigos inimigos índios dos seus tempos de líder tribal.
Eastman se afasta de Dawes cada vez mais, que também não consegue convencer os índios de que sua legislação é boa. Touro Sentado e Nuvem Vermelha apóiam a resistência a Dawes. Ao mesmo tempo, um novo xamã (Wovoka) cria um culto baseado numa profecia que diz que os brancos irão desaparecer da Terra. Para que isso aconteça, é necessário que os índios executem a dança conhecida por "Dança Fantasma". Touro Sentado autoriza o culto, o pretexto que os inimigos dele esperavam para agir. O ataque culmina com o massacre de Wounded Knee (um riacho dentro da reserva), ocorrido em 29 de dezembro de 1890.

## Elenco
- August Schellenberg .... Touro Sentado
- Eric Schweig .... Gall
- Gordon Tootoosis .... Nuvem Vermelha
- Wes Studi .... Wovoka
- Aidan Quinn .... senador Henry L. Dawes
- Adam Beach .... Charles Eastman
- J.K. Simmons .... McLaughlin
- Colm Feore .... general William Tecumseh Sherman
- Fred Thompson .... presidente Ulysses S. Grant
- Anna Paquin .... Elaine Goodale

## Principais prêmios e indicações
- O filme recebeu 17 indicações para o Prêmio Emmy, recebendo seis prêmios.[carece de fontes?]
- Teve três indicações para o Globo de Ouro:
  - Melhor filme de televisão ou minissérie[carece de fontes?]
  - Melhor ator filme de televisão ou minissérie (Adam Beach)[carece de fontes?]
  - Melhor atriz coadjuvante - minisséries ou filme de televisão (Anna Paquin)[carece de fontes?]
- Venceu o Broadcast Film Critics Association Awards na categoria de melhor filme para a televisão.[4]